# Solo urbano
O solo urbano é um dos dois tipos de solo no que diz respeito à classificação da ocupação do território. É aquele para o qual é reconhecida vocação para o processo de urbanização e nele se compreendem os terrenos urbanizados ou cuja urbanização seja programada, constituindo o seu todo o perímetro urbano.